# عبد الله بن عيسى الكوكباني
السيّد عبد الله بن عيسى بن محمد الحسني الكوكباني (يناير 1762 - ديسمبر 1809) (رجب 1175 - ذو القعدة 1224) فقيه زيدي وشاعر وناثر يمني. ولد بكوكبان ونشأ بها في عائلة هاشمية النسب، وهو من سلالة يحيى شرف الدين. أخذ عن جماعة من العلماء، منهم والده وعبد القادر بن أحمد. برع في عدة فنون، كالحديث، والأدب، وعلم الآلات. جرت بينه وبين محمد بن علي الشوكاني عدة مباحث فقهية. له مؤلفات كثيرة في موضوعات شتى. توفي في مسقط رأسه عن 47 عامًا.

## سيرته
هو أبو علي فخر الدين عبد الله بن عیسی بن محمد بن الحسين بن عبد القادر بن الناصر بن عبد الرب بن علي بن شمس الدين بن يحيى شرف الدين ، الحسني الكوكباني. ولد في رجب 1175/يناير 1762 في كوكبان ونشأ بها. حفظ القرآن على محمد بن صالح البصير، وحفظ كتب عديدة في الفقه واللغة، وأخذ عن يحيى بن صالح الشهاري وقرأ على والده. 

برع في علم الحديث، والأدب، وعلم الآلات. له العديد من الرسائل والمراجعات في الفقه مع محمد بن علي الشوكاني. وله العديد من المؤلفات، وديوان من نظمه.

توفي في مسقط رأسه في ذو القعدة 1224/ ديسمبر 1809.

## مؤلفاته
- «إرسال المقال إلى حل الإشكال»، رد فيه على رسالة حل الإشكال للشوكاني
- «إشراق الطلعة في عدم الاعتداد بإدارك ركعة من الجمعة»
- «إزالة المشكاة عن أحاديث الزكاة»
- «ريحان الروح في إملاء محاسن المولى الروح»، ترجمة والده
- «توقيف النصال على توفيق النبال»، رد فيه على رد الشوكاني على رسالته إرسال المقال
- «الحدائق المطلعة من زهور إبناء العصر شقائق» أو «حدائق التحف فيمن تردى برداء الآدب والتحف»، تراجم لشعراء عصره
- «خلع العذار في ريحان العذار»، ديوان شعر
- «التصويب الجيد على حاشيد السيد»
- «السلوى والمن في عدم إخراج اليهود من اليمن»
- «نمامة الخاطر في ترجمة محمد بن الحسين بن عبد القادر»
- «ضرب القرعة في شرطية الجمعة»
- «اللواحق على الحدائق»
- مجموعة أدبية جمع فيها شعره ونثره
- «السيف الهندي في إيانة طريق الشيخ النجدي»، فرغ منه سنة 1218، في الرد على السلفية الوهابية
- «رسالة في تحريم الزكاة على بني هاشم»